# Sarcoma sinovial
Os sarcomas sinoviais representam neoplasias malignas incomuns, de crescimento lento, com relação estreita com tendões, bainhas tendíneas, estruturas bursais e, em menor frequência, com fáscias, ligamentos, aponeuroses e membranas interósseas.
O sarcoma sinovial ocorre principalmente em jovens, representando 8% de todos os sarcomas dos tecidos moles mas cerca de 15 a 20% dos casos em adolescentes e em jovens adultos. O pico de incidência ocorre antes dos 30 anos de idade e o sexo masculino é mais afetado do que o feminino, numa proporção de cerca 1,2 para 1.
Esses tumores cancerígenos têm origem de células multipotenciais mesenquimais. Localizam-se, comumente, nas proximidades das articulações, sobretudo nos membros inferiores, em posição extra-articular. Menos de 10% são intra-articulares. Calcificações irregulares ocorrem em 15% desses tumores. Os sarcomas sinoviais são geralmente de tamanho significativo ao diagnóstico, com propensão a metastatizar para linfonodos e pulmões. A recorrência local após exérese é comum, estando associada a pior prognóstico.